# Aphyosemion callipteron
Aphyosemion callipteron е вид лъчеперка от семейство Nothobranchiidae. Видът е незастрашен от изчезване.

## Разпространение
Разпространен е в Габон и Екваториална Гвинея.

## Описание
На дължина достигат до 4 cm.